# إدغار إيفان لوبيز
إدغار إيفان لوبيز (بالإسبانية: Edgar López)‏ (21 أبريل 1999 بتيخوانا في المكسيك - ) هو لاعب كرة قدم مكسيكي في مركز الهجوم.

## وصلات خارجية
- إدغار إيفان لوبيز على موقع Soccerway.com (الإنجليزية)